# Saint-Christophe-et-Niévès aux Jeux olympiques d'été de 2000
Saint-Christophe-et-Niévès a participé aux Jeux olympiques d'été de 2000 à Sydney.

## Nombre d'athlètes qualifiés par sport
Voici la liste des qualifiés et sélectionnés Saint-Kittois par sport (remplaçants compris) :
| Sport      | Hommes | Femmes | Total |
| ---------- | ------ | ------ | ----- |
| Athlétisme | 1      | 1      | 2     |

## Liste des médaillés saint-kittois
Aucun athlète Saint-Kittois ne remporte de médaille durant ces JO.

## Athlètes engagés
Engagé en athlétisme :
- Valma Bass (100 et 200 m)
- Kim Collins (100 et 200 m)

## Athlétisme

### Hommes
| Athlète     | Épreuve | Séries  | Séries | Quarts de finale | Quarts de finale | Demi-finales | Demi-finales | Finale  | Finale  |
| Athlète     | Épreuve | Temps   | Rang   | Temps            | Rang             | Temps        | Rang         | Temps   | Rang    |
| ----------- | ------- | ------- | ------ | ---------------- | ---------------- | ------------ | ------------ | ------- | ------- |
| Kim Collins | 100 m   | 10 s 39 | 2e     | 10 s 19          | 2e               | 10 s 20      | 4e           | 10 s 17 | 7e      |
| Kim Collins | 200 m   | 20 s 52 | 2e     | 20 s 47          | 3e               | 20 s 57      | 5e           | Eliminé | Eliminé |

### Femmes
| Athlète    | Épreuve | Séries  | Séries | Quarts de finale | Quarts de finale | Demi-finales | Demi-finales | Finale  | Finale  |
| Athlète    | Épreuve | Temps   | Rang   | Temps            | Rang             | Temps        | Rang         | Temps   | Rang    |
| ---------- | ------- | ------- | ------ | ---------------- | ---------------- | ------------ | ------------ | ------- | ------- |
| Valma Bass | 100 m   | 11 s 44 | 3e     | 11 s 60          | 7e               | Eliminé      | Eliminé      | Eliminé | Eliminé |
| Valma Bass | 200 m   | 23 s 37 | 4e     | 23 s 57          | 8e               | Eliminé      | Eliminé      | Eliminé | Eliminé |